# Dienstmann

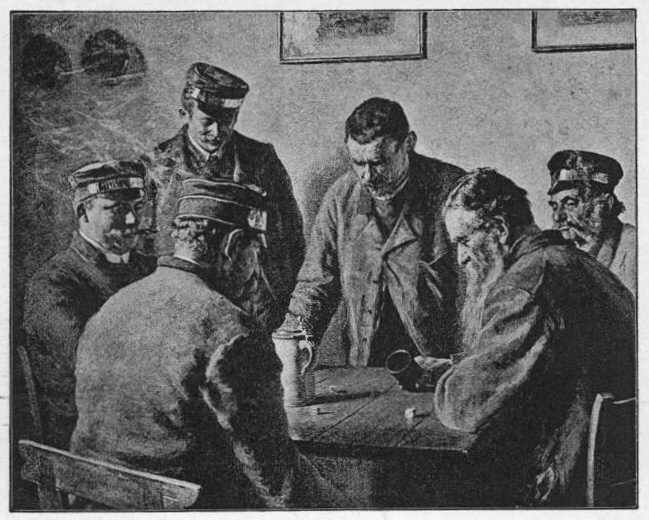
Rudolf Graf Rex: Würfelnde Dienstmänner, um 1890

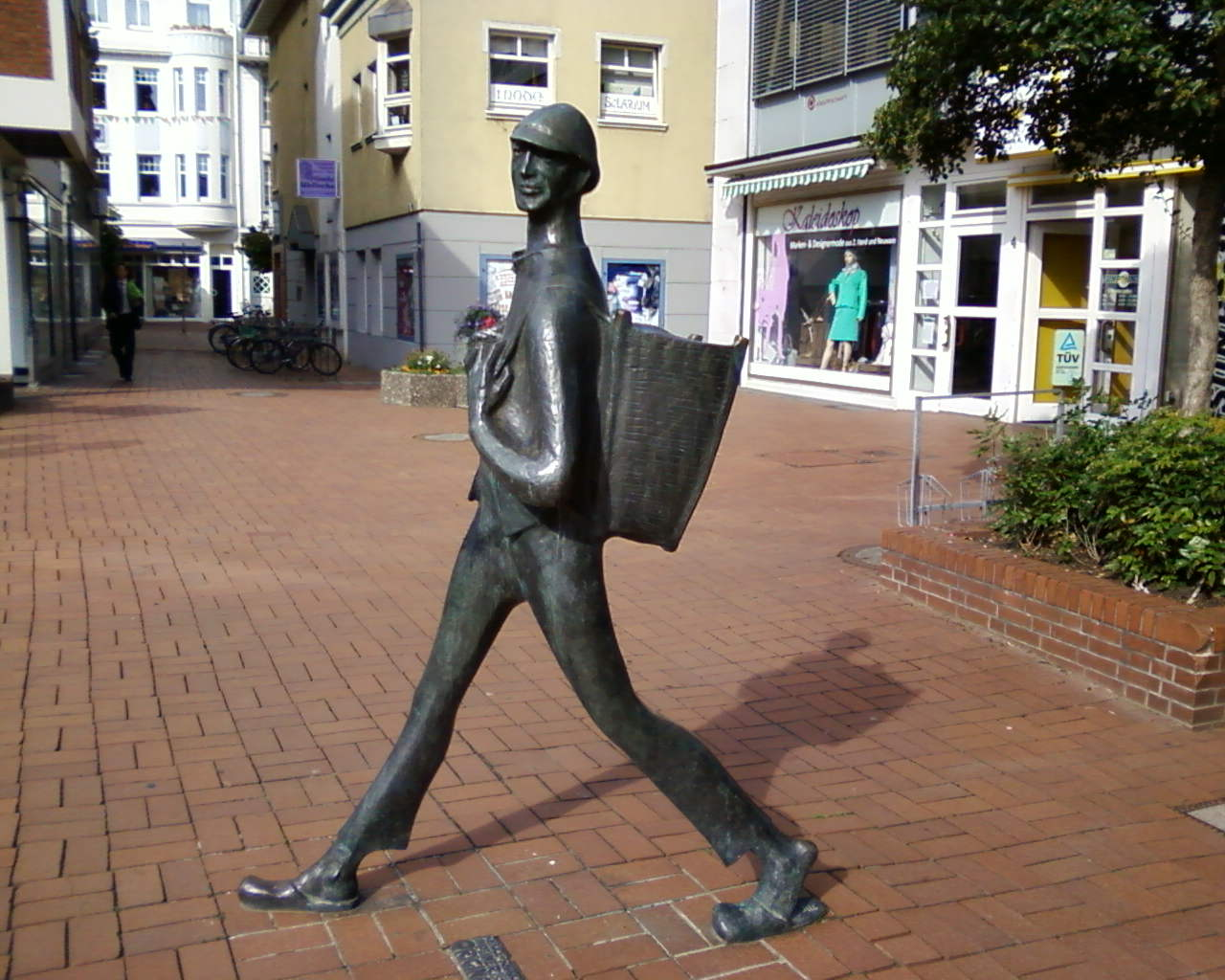
Denkmal für den Dienstmann Karl Kaufmann („Schicke-Schacke“; 1838–1907), Stadtoriginal der Stadt Peine in Niedersachsen

Als Dienstmann (Mehrzahl: Dienstmänner, Dienstmannen oder auch Dienstleute) wurde bis in die erste Hälfte des 20. Jahrhunderts ein Dienstleister bezeichnet, der an öffentlichen Orten oder im Haushalt zeitlich befristete Aufträge aller Art gegen Entgelt übernahm. Seine Hauptaufgaben lagen in der Beförderung von Stückgut, beispielsweise Koffern, und in Botentätigkeiten. In der historisch ursprünglichen Bedeutung bezeichnet man als Dienstmänner auch männliche Personen, die zu Geld- oder Frondienstleistungen an ihren Leib- oder Grundherrn verpflichtet waren, sowie Ministeriale verschiedenen Ranges.
Bekannte fiktionale Dienstmänner sind der Dienstmann Alois Hingerl aus Ludwig Thomas Satire Der Münchner im Himmel oder Hans Moser und Paul Hörbiger als Dienstmänner in dem Film Hallo Dienstmann. Als Berliner Original wurde der Dienstmann Ferdinand Strumpf unter dem Namen Eckensteher Nante bekannt.

## Geschichte
Der Begriff Dienstmann (von „Dienst“, verwandt mit gotisch þius „Knecht“, von althochdeutsch dionōn „Knecht sein“, „dienen“) taucht zuerst im Mittelalter auf, um einen Knecht oder Helfer zu bezeichnen. Später bezieht sich Dienstmann als Eindeutschung für Ministeriale auch auf einen unfreien Mann, der über Königs- oder Herrendienste langsam in den niederen Adel der Ritter aufstieg.

### Österreich

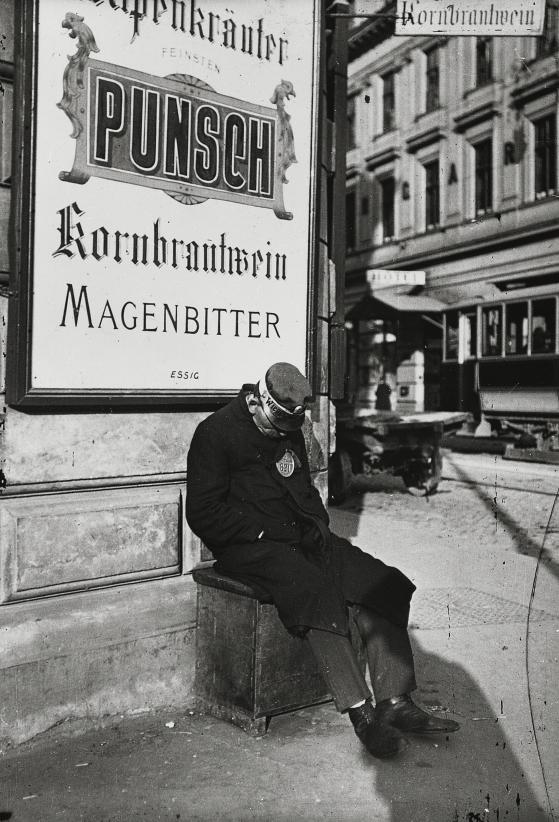
Emil Mayer: Müder Dienstmann am Radetzkyplatz, Wien, um 1905–1914

Im Kaisertum Österreich fasste die 1859 mittels kaiserlichem Patent in Kraft gesetzte liberale Gewerbeordnung die Gewerbe derjenigen, welche an öffentlichen Orten Personen-Transportmittel zu Jedermanns Gebrauche bereit halten, oder ihre Dienste anbieten, wie Platzdiener, Lohnlakaien u. s. f., zu einem konzessionierten Gewerbe (Platzgewerbe) zusammen. Diese im Volksmund Dienstmänner (vor 1859: Eckensteher) Genannten konnten als eine Art Leiharbeiter auch für viele häusliche Tätigkeiten herangezogen werden:
- Botengänge
- Trägerdienste bis 20 Pfund
- Stellvertreter für verhinderte Dienstboten wie Portiere, Hausdiener, Kellner usw.
- Stellung von Führern und Begleitern
- Versorgung von Aushilfsdiensterschaft
- „Effectuierung“ sämtlicher häuslichen Dienstverrichtungen
- Besorgung von Kleidern und Stiefelputzern, Zimmer- und Möbelreinigern, Decken- und Teppichklopfern, Holz- und Wasserträgern
- Beistellung von Aufsehern bei Verladungen
- Beistellung von Wächtern
- Besorgung von Theater- und Konzert-„Billeten“

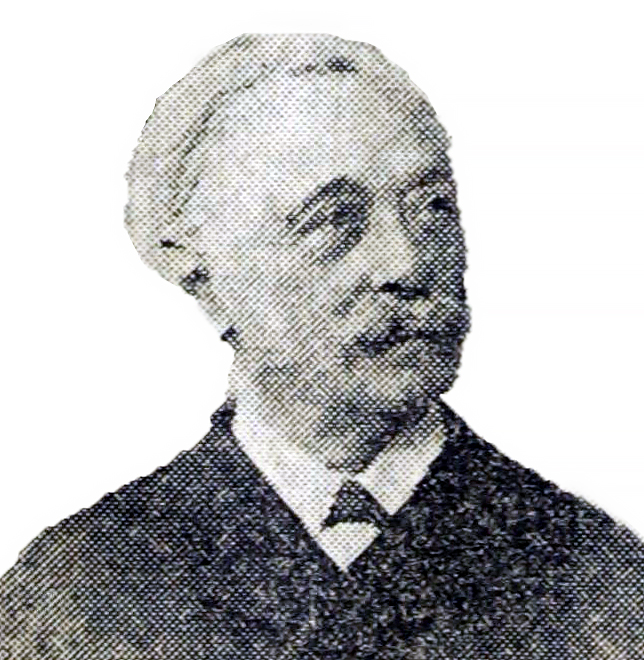
Jakob Folkmann, der „Begründer des Dienstmannwesens in Österreich“ (Aufnahme o. J.)

Die am 15. Mai 1862 in Wien gegründeten zwei Dienstmann-Institute, Commissionär sowie Expreß, wurden mit 1. Juli des Jahres von dem Arzt Jakob Folkmann (1819–1902) unter dem Namen Wiener Stadtträger zusammengefasst und an der Adresse Wien-Innere Stadt, Seilergasse 4, geleitet. Die Aufgabe dieses 1. Wiener Dienstmanns-Kommissions-Instituts war es, zu allen möglichen Dienstverrichtungen Boten, Träger, Führer beizustellen. Folkmann erweiterte unter anderem Botendienste ins Postalische, indem er die Dienstmänner mit einem leichten Päckchen von Schreibrequisiten ausstattete, die es einem Auftraggeber auf der Straße ermöglichten, einige Zeilen zu schreiben, zu siegeln und das Verfasste durch den Dienstmann zustellen zu lassen.
Das Institut übernahm für jeden Dienstmann eine Garantie von 50 Gulden. Garantiemarken, die Auftraggebern unaufgefordert zu überreichen waren, stellten im Zeitraum von 48 Stunden Entschädigungsansprüche gegenüber dem Dienstmann-Institut sicher. Vom Magistrat wurden in der Wiener Innenstadt, den Bezirken innerhalb des Linienwalls sowie in den Vororten 300 Dienstmänner-Standplätze festgelegt.
Noch im Mai 1862 hatte Folkmann für die seinem Institut Commissionär angehörenden Dienstmänner folgende Uniformierung festgelegt:
- Sommer: brauner Rock mit Brustschild, Leinenhose mit roter Passepoilierung, Tuchmütze mit Kopfnummer, lederne Gurttasche mit der Bezeichnung des Standorts,
- Winter: grauer Lodenrock, graue Hose mit roter Passepoilierung.

Folkmann setzte zur Bewerbung seines Instituts das insbesondere in Wien zugkräftige Mittel der Musik ein: Bereits Ende Juli 1862 ließ er die Kapelle des bekannten Militärkapellmeisters und Komponisten Johann „Hans“ Weinlich (1833–1897) als Institutskapelle auftreten und die von Instituts-Kapellmeister Weinlich komponierte Dienstmänner-Polka vortragen.
Die Dienstmänner setzten sich als Symbolfigur des kleinen Mannes überraschend schnell durch. Insbesondere für die aus allen Teilen der Monarchie in die Residenzstadt Wien strömenden Bedürftigen bedeutete diese Tätigkeit sogar einen sozialen Aufstieg.
1872 wurden als drittes Dienstmann-Institut die Stadt-Couriere gegründet. Betreiber 1884: Jacob Fronz († 1902; Alter:75), k.k. Gerichtswundarzt, 1866–76 Wiener Gemeinderat, ab 1870 Inhaber einer privaten Entbindungsklinik in Wien-Landstraße.
Formell trat mit 1. April 1883 statt Dienstmann die Bezeichnung Platzdiener in den Vordergrund.
1899 wurde der Verein zur Unterstützung notleidender Dienstmänner gegründet, 1901 der Fachverein der konzess(ionierten) W(iene)r Dienstmänner (Stadtträger).
Im September 1911 wurde das Gewerbe derjenigen, welche an nicht öffentlichen Orten persönliche Dienste (als Boten, Träger, Begleitpersonen und dergleichen) anbieten, an eine Konzession gebunden.
Den im Platzgewerbe tätigen Juden wurden von den Nazis nach dem „Anschluss“ Österreichs die Gewerbeberechtigungen entzogen. Danach wurden sie in die Konzentrationslager deportiert. Die nichtjüdischen „Dienstmänner“ ließen die Nationalsozialisten, denen das „Straßenvolk“ (Henry Mayhew) jeder Art suspekt war, nach der „Arisierung“ zum Arbeitsdienst oder zur Wehrmacht einrücken.
Von den etwa 180 Wiener „Dienstmännern“ blieben so nach dem Zweiten Weltkrieg höchstens 17 Mann übrig, die ihre beste Kundschaft zunächst unter den Schleichhändlern fanden. Mit der Normalisierung der wirtschaftlichen Verhältnisse verschwand aber dieser Kundenstock. Der letzte Mitte der 1950er Jahre noch aktive Dienstmann war Anton Wuich († 1977; Alter: 60), Neffe des bedeutenden Ballistikers Feldmarschallleutnant Nikolaus Freiherrn von Wuich (1846–1910). Er arbeitete als Hausdienstmann des Nervenarztes Wagner-Jauregg, des Internisten und TBC-Spezialisten Wilhelm Neumann (1877–1944) und als Vertrauensperson von Irmgard Seefried, Elisabeth Höngen, Johannes Heesters sowie Theo Lingen aus dem Bereich der darstellenden Kunst.
In den Jahren 2017 und 2018 hatten die ÖBB am Hauptbahnhof Wien ein Angebot von – bediensteten – Gepäckträgern getestet, die für 7 € Entgelt bis zu 15 Minuten bis zu 2 Gepäckstücke je 25 kg zwischen Taxi und Zug trugen. Der Service „ÖBB Gepäcktransport zum Zug“ – so die Aufschrift auf den rotorangen Warnwesten der Mitarbeiter – konnte am Vortag bis um 22.00 Uhr telefonisch oder online gebucht oder bei freier Kapazität auch spontan in Anspruch genommen werden. Er wurde eingestellt, da er von den Bahnreisenden nicht in ausreichendem Ausmaß angenommen wurde.

### Deutschland
In Deutschland wurden in der zweiten Hälfte des 19. Jahrhunderts ebenfalls Dienstmann-Institute gegründet, so 1862 in Wismar. Dort war, wie in anderen Städten auch, eine vom Rat erteilte Konzession notwendig, um dieses Gewerbe betreiben zu können. Im Wismarer Dienstmann-Institut waren acht Männer tätig, sieben als Dienstmänner auf den Straßen, einer im Büro. Die Dienstmänner trugen Armbinden, die sie als offiziell konzessionierte Mitarbeiter kenntlich machten und mit dem Namen sowie einer Nummer beschriftet waren. Für Kunden gab es eine gedruckte Preisliste, die die üblichen Dienstleistungen aufführte, wobei die Dienstmänner nicht nur für Transportdienstleistungen, sondern auch für Arbeiten in Haus und Hof engagiert werden konnten. Die Dienstmänner mussten gegenüber der Polizei vereidigt werden, damit die Kunden eine gewisse Sicherheit hatten, dass der Dienstmann nicht etwa mit dem ihm anvertrauten Gut verschwand. In Preußen musste ab 1900 eine Deckelmütze mit Aufschrift Dienstmann und Erlaubnisnummer getragen werden, zudem galt ein Werbeverbot.